# 山口県道178号新南陽停車場線
山口県道178号新南陽停車場線（やまぐちけんどう178ごう しんなんようていしゃじょうせん）は、山口県周南市を通る一般県道である。

## 概要
JR西日本山陽本線 新南陽駅から周南市政所（まどころ）3丁目に至る。

### 路線データ
- 起点：周南市清水1丁目（JR西日本山陽本線 新南陽駅前）
- 終点：周南市政所3丁目（政所交差点、山口県道・島根県道3号新南陽津和野線起点、山口県道347号下松新南陽線交点）

## 歴史
- 1958年（昭和33年）10月1日 - 山口県告示第644号の2により山口県道周防富田（すおうとんだ）停車場線として認定される。
- 1970年（昭和45年）11月1日 - 都濃郡南陽町が市制施行して新南陽市に移行したことに伴い起終点の地名表記が変更される。
- 1972年（昭和47年） - 山口県の県道番号整理により山口県道178号周防富田停車場線になる。
- 1980年（昭和55年）10月1日 - 国鉄（当時）山陽本線 周防富田駅が改称し、国鉄山陽本線 新南陽駅になる。
- 1987年（昭和62年）4月1日 - 国鉄が分割・民営化され、JR西日本が発足したことに伴いJR西日本山陽本線 新南陽駅になる。
- 1994年（平成6年）3月15日 - 山口県告示第211号により現行の路線名称に変更される。
- 2003年（平成15年）4月21日 - 新南陽市・徳山市・都濃郡鹿野町・熊毛郡熊毛町が対等合併して周南市が発足したことに伴い起終点の地名が変更される。

## 地理

### 通過する自治体
- 山口県
  - 周南市

### 交差する道路
| 交差する道路                                                  | 交差する場所          | 交差する場所      |
| ------------------------------------------------------------- | --------------------- | ----------------- |
| 山口県道・島根県道3号新南陽津和野線 山口県道347号下松新南陽線 | 政所（まどころ）3丁目 | 政所交差点 / 終点 |

### 沿線
- JR西日本山陽本線 新南陽駅